# Lucas Melano
Lucas Santiago Melano (Hernando, Córdoba; 1 de marzo de 1993) es un futbolista argentino. Juega de extremo en el Neftchi Baku PFK de la Liga Premier de Azerbaiyán.

## Trayectoria

### Comienzos profesionales
Lucas Melano inició desde muy joven en el Club Atlético Independiente de Hernando un club del interior del Hernando, allí jugó desde los cuatro años hasta los quince para luego viajar a Buenos Aires. Luego de probarce en varios clubes fue en Vélez Sarsfield en diciembre de 2008 qué lo seleccionaron y le pidieron que regresara en enero. Cuando lo hizo habían cambiado a los coordinadores que lo habían aprobado; repitió la prueba y estuvo dos meses en la pensión del club hasta que le comunicaron que no tendría más lugar.

### Belgrano
En el año 2009 se incorpora a las divisiones inferiores del Club Atlético Belgrano, más precisamente a la séptima división tras superar una prueba como un volante izquierdo y como delantero. En julio de 2011 es promovido al equipo superior por decisión del entrenador Ricardo Zielinski, en vistas al Torneo Apertura.
Sus primeros minutos oficiales en el equipo fueron el 30 de noviembre de 2011 cuando Belgrano se enfrentaba a Sacachispas por los 32vos de final de la Copa Argentina. Mientras que su debut en la Primera División se produjo el 17 de marzo de 2012 en un partido correspondiente al Torneo Clausura siendo el rival Independiente. Fechas siguientes consiguió ganarse la titularidad para jugar ante Atlético de Rafaela completando una buena presentación. Convirtió sus dos primeros goles el 16 de junio de 2012 frente a Banfield para que su equipo ganara 3-1. Fue premiado y distinguido como jugador revelación de Córdoba debido a su destacada participación en el Torneo de Reserva de AFA en el 2011.
Convierte en el Clásico Cordobés para victoria de Belgrano 1-0 y fue reconocido como el mejor jugador del partido con un trofeo entregado por el diario La Voz del Interior. El partido representó la vuelta al clásico luego de 3 años de ausencia. Anotó de cabeza en la victoria 2-1 frente a River Plate en la vuelta del mismo a la primera categoría del fútbol de la Argentina (Torneo Inicial 12). En el mismo torneo, le hace un gol a Independiente definiendo con efecto a un costado del arquero.
Ya en el Torneo Final 12, le convierte a Quilmes en Alberdi apaciguando críticas que recaían sobre él por la falta de goles. Firmó contrato con Belgrano hasta junio de 2017 pese a intereses de clubes europeos para ficharlo, entre ellos Catania y Milan.

### Lanús
El 21 de julio se confirma su traspaso a Club Atlético Lanús, quien le comprara a Belgrano el 80 por ciento de la ficha en una suma que ronda los dos millones de dólares, con el objetivo de luchar el Torneo Inicial y la Copa Sudamericana. Fue campeón de la Copa Sudamericana 2013. Colaboró con tres goles en nueve encuentros. Le anotó un gol a Racing Club en la segunda fase de la copa y dos goles a Universidad de Chile por los octavos de final. Fue titular en la final de ida ante Ponte Preta.
En el Granate, además, realizaría cuatro goles en un 5-1 de Lanús sobre Godoy Cruz por el torneo local. El primer gol sería tras un centro por el piso definió arras del piso, el segundo fue tras eludir al defensor con un caño y picándola ante la salida del arquero, el tercero de su cuenta personal ganando la pelota frente al defensor quedando mano a mano con el arquero y definiendo por arriba con gran calidad y el último gol tras una recuperación habilitado a Melano que con la salida del arquero amago definió al palo izquierdo del arco. El 12 de abril Melano volvería a convertir esta vez sería en el clásico Lanús vs Banfield en la victoria 2-1 como visitante su gol sería tras un contraataque letal guiada por Jorge Alberto Ortiz que asistió al cordobés que definió arriba al palo derecho, Lanús corto una mini mala racha de dos derrotas consecutivas por el Campeonato de Primera División.

### Portland Timbers
Después del interés de equipos como Deportivo Toluca, Santos Laguna y Celta de Vigo decide fichar por Portland Timbers de la Primera División de Estados Unidos. Se hizo oficial el 21 de julio de 2015. Allí estuvo una temporada y media siendo parte del equipo que alzó la Copa MLS y la liga doméstica. Jugó 44 encuentros de temporada regular con la camiseta del club de Portland, en los que anotó 4 goles y brindó 8 asistencias. Además, jugó cuatro partidos de postemporada, marcando un tanto vital en la serie Final de la Conferencia Oeste de 2015. La temporada 2016 fue menos destacada para Lucas que alternaba entre titulares y suplentes.

### Segunda etapa en Belgrano
Retornó a Belgrano en enero de 2017 con Leonardo Madelón como director técnico. En su llegada se incorporó rápidamente al equipo titular. Su primer partido fue ante San Lorenzo de Almagro en la derrota 2-1 en el estadio Nuevo Gasómetro. Jugó un total de 15 partidos y no logró convertir goles.

### Estudiantes
En agosto de 2017 firma con Estudiantes de la Plata. Jugó la Copa Sudamericana 2017 donde perdió en octavos de final contra Club Nacional.

### Segunda etapa en Portland Timbers
Luego de su paso por Belgrano y Estudiantes vuelve al Portland.

### Atlético Tucumán
Firmó por el Decano de Tucumán en 2019 y en su primera temporada jugó 25 partidos y dio 3 asistencias. En la siguiente temporada y por la Copa de la Liga Profesional 2020, anotaría su primer gol en Atlético Tucumán, por la segunda fecha de la mencionada competición ante Arsenal de Sarandí donde le dio la victoria a su equipo por 2-1 en tiempo de descuento. Volvería a anotar frente a Racing Club en la victoria 2-0. Frente a Arsenal de Sarandí asistió a Matías Alustiza para que estampara el gol de la victoria por 3-2 en la fecha 5 de la Copa Diego Armando Maradona 2020. Marcaría su tercer gol frente a Unión de Santa Fe en la goleada 5-3 a favor del "Deca".
En septiembre de 2023, Melano rescindió su contrato en Sarmiento y firmó en el Neftchi Baku PFK de la Liga Premier de Azerbaiyán.

## Selección nacional
En el 2011 fue citado a los entrenamientos de la selección Argentina sub-18 y un año después a la sub-20.
En enero de 2013 fue convocado al Torneo Sudamericano que se disputó en Argentina y otorgó cuatro plazas al Mundial, que se jugó en Turquía. Lucas Melano fue uno de los atacantes elegidos por el director técnico de la selección, Marcelo Trobbiani. Jugó 3 partidos, ante Chile, Paraguay y Bolivia, ante este último como titular y anotando un gol.

### Goles internacionales
| 1 | Estadio Malvinas Argentinas, Mendoza | Bolivia | 1-1 | 2-2 | Campeonato Sudamericano Sub-20 de 2013 |

### Participaciones oficiales
| Torneo                   | Sede      | Resultado    | PJ | Goles |
| ------------------------ | --------- | ------------ | -- | ----- |
| Sudamericano Sub-20 2013 | Argentina | Primera Fase | 3  | 1     |

## Estadísticas

### Clubes
| Club                            | Div.                | Temporada           | Liga  | Liga  | Liga   | Copas nacionales | Copas nacionales | Copas nacionales | Torneos internacionales< | Torneos internacionales< | Torneos internacionales< | Total | Total | Total  | Media goleadora |
| Club                            | Div.                | Temporada           | Part. | Goles | Asist. | Part.            | Goles            | Asist.           | Part.                    | Goles                    | Asist.                   | Part. | Goles | Asist. | Media goleadora |
| ------------------------------- | ------------------- | ------------------- | ----- | ----- | ------ | ---------------- | ---------------- | ---------------- | ------------------------ | ------------------------ | ------------------------ | ----- | ----- | ------ | --------------- |
| Belgrano Argentina              | 1.ª                 | 2011-12             | 7     | 2     | 0      | 1                | 0                | 0                | —                        | —                        | —                        | 8     | 2     | 0      | 0.25            |
| Belgrano Argentina              | 1.ª                 | 2012-13             | 37    | 5     | 5      | 1                | 0                | 0                | —                        | —                        | —                        | 38    | 5     | 5      | 0.13            |
| Belgrano Argentina              | 1.ª                 | 2016-17             | 15    | 0     | 1      | 1                | 0                | 0                | —                        | —                        | —                        | 16    | 0     | 1      | 0.00            |
| Belgrano Argentina              | Total               | Total               | 59    | 7     | 6      | 3                | 0                | 0                | 0                        | 0                        | 0                        | 62    | 7     | 6      | 0.11            |
| Lanús Argentina                 | 1.ª                 | 2013-14             | 19    | 3     | 2      | —                | —                | —                | 11                       | 3                        | 1                        | 30    | 6     | 3      | 0.2             |
| Lanús Argentina                 | 1.ª                 | 2014                | 9     | 0     | 0      | 1                | 0                | 0                | 5                        | 0                        | 1                        | 15    | 0     | 1      | 0.00            |
| Lanús Argentina                 | 1.ª                 | 2015                | 14    | 5     | 1      | —                | —                | —                | —                        | —                        | —                        | 14    | 5     | 1      | 0.36            |
| Lanús Argentina                 | Total               | Total               | 42    | 8     | 3      | 1                | 0                | 0                | 16                       | 3                        | 2                        | 59    | 11    | 5      | 0.19            |
| Portland Timbers Estados Unidos | 1.ª                 | 2015                | 19    | 2     | 6      | —                | —                | —                | —                        | —                        | —                        | 19    | 2     | 6      | 0.11            |
| Portland Timbers Estados Unidos | 1.ª                 | 2016                | 31    | 3     | 6      | 1                | 0                | 0                | 3                        | 0                        | 0                        | 35    | 3     | 6      | 0.09            |
| Portland Timbers Estados Unidos | 1.ª                 | 2018                | 13    | 1     | 1      | —                | —                | —                | —                        | —                        | —                        | 13    | 1     | 1      | 0.08            |
| Portland Timbers Estados Unidos | 1.ª                 | 2019                | 8     | 0     | 0      | —                | —                | —                | —                        | —                        | —                        | 8     | 0     | 0      | 0.00            |
| Portland Timbers Estados Unidos | Total               | Total               | 71    | 6     | 13     | 1                | 0                | 0                | 3                        | 0                        | 0                        | 75    | 6     | 13     | 0.08            |
| Estudiantes LP Argentina        | 1.ª                 | 2017-18             | 20    | 3     | 2      | —                | —                | —                | 8                        | 2                        | 0                        | 28    | 5     | 2      | 0.18            |
| Estudiantes LP Argentina        | Total               | Total               | 20    | 3     | 2      | —                | —                | —                | 8                        | 2                        | 0                        | 28    | 5     | 2      | 0.18            |
| Atlético Tucumán Argentina      | 1.ª                 | 2019-20             | 19    | 0     | 1      | 2                | 0                | 1                | 4                        | 0                        | 1                        | 25    | 0     | 3      | 0.00            |
| Atlético Tucumán Argentina      | 1.ª                 | 2020                | 11    | 3     | 0      | —                | —                | —                | 2                        | 0                        | 0                        | 13    | 3     | 1      | 0.23            |
| Atlético Tucumán Argentina      | Total               | Total               | 30    | 3     | 1      | 2                | 0                | 2                | 6                        | 0                        | 1                        | 38    | 3     | 4      | 0.08            |
| San Lorenzo Argentina           | 1.ª                 | 2020                | 7     | 0     | 0      | 2                | 0                | 0                | 6                        | 0                        | 0                        | 15    | 0     | 0      | 0.0             |
| San Lorenzo Argentina           | Total               | Total               | 7     | 0     | 0      | 2                | 0                | 0                | 6                        | 0                        | 0                        | 15    | 0     | 0      | 0.0             |
| Central Córdoba Argentina       | 1.ª                 | 2021                | 13    | 3     | 1      | —                | —                | —                | —                        | —                        | —                        | 13    | 3     | 1      | 0.23            |
| Central Córdoba Argentina       | Total               | Total               | 13    | 3     | 1      | 0                | 0                | 0                | 0                        | 0                        | 0                        | 13    | 3     | 1      | 0.23            |
| Universidad Católica · Chile    | 1.ª                 | 2022                | 5     | 0     | 0      | 0                | 0                | 0                | 3                        | 0                        | 0                        | 8     | 0     | 0      | 0.0             |
| Universidad Católica · Chile    | Total club          | Total club          | 5     | 0     | 0      | 0                | 0                | 0                | 3                        | 0                        | 0                        | 8     | 0     | 0      | 0.00            |
| Total en su carrera             | Total en su carrera | Total en su carrera | 247   | 30    | 25     | 9                | 0                | 0                | 42                       | 5                        | 2                        | 298   | 35    | 17     | 0.12            |
| 1. 2. 3.                        |                     |                     |       |       |        |                  |                  |                  |                          |                          |                          |       |       |        |                 |

### Tripletes
| Lista de partidos en los que anotó tres o más goles | Lista de partidos en los que anotó tres o más goles | Lista de partidos en los que anotó tres o más goles | Lista de partidos en los que anotó tres o más goles | Lista de partidos en los que anotó tres o más goles | Lista de partidos en los que anotó tres o más goles | Lista de partidos en los que anotó tres o más goles |
| N.º                                                 | Fecha                                               | Estadio                                             | Partido                                             | Goles                                               | Resultado                                           | Competición                                         |
| --------------------------------------------------- | --------------------------------------------------- | --------------------------------------------------- | --------------------------------------------------- | --------------------------------------------------- | --------------------------------------------------- | --------------------------------------------------- |
| 1                                                   | 15 de marzo de 2015                                 | Malvinas Argentinas, Mendoza, Argentina             | Godoy Cruz - Lanús                                  |                                                     | 1 - 5                                               | Primera División 2015                               |

## Palmarés

### Campeonatos nacionales
| Título            | Equipo           | País           | Año  |
| ----------------- | ---------------- | -------------- | ---- |
| Conferencia Oeste | Portland Timbers | Estados Unidos | 2015 |
| Copa MLS          | Portland Timbers | Estados Unidos | 2015 |

### Campeonatos internacionales
| Título            | Equipo | Sede  | Año  |
| ----------------- | ------ | ----- | ---- |
| Copa Sudamericana | Lanús  | Lanús | 2013 |